# GE C36-7
La GE C36-7 est une locomotive Diesel produite par le constructeur GE Transportation, filiale du géant industriel américain General Electric, de 1978 à 1989. Comme le veut la tradition, son identification « Dash 7 » signifie que sa fabrication a été lancée dans les années 1970.
Il s'agit d'une version plus puissante de la GE C30-7 (3600 ch au lieu de 3000). Les C36-7 construites après 1984 sont capables de développer 3750 ch.
Elle a été construite à 599 exemplaires, dont 422 pour la Chine (série ND5), 40 pour le Mexique, 40 pour le Brésil construites par GE do Brasil et 3 pour l’Australie construites localement par A Goninan & Co.
En tout, seules 128 locomotives furent vendues à des compagnies américaines ce qui en fait un modèle rare là-bas comparé aux 774 GE C30-7 utilisées aux États-Unis. C'est également un des rares cas où un modèle construit au départ pour une utilisation aux USA a eu davantage de succès à l'exportation (neuf ou seconde main). 
En 2003, alors que les C36-7 américaines vivaient leurs derniers jours, 58 d'entre-elles ont été revendues aux chemins de fer d'Estonie où elles circulent toujours en compagnie d'une quinzaine de C30-7 également achetées d'occasion aux USA. 
D'autres ont été revendues au Brésil dont deux des ex-Australiennes rapatriées aux USA en 1995. 

## Histoire

### Mise au point
General Electric avait déjà mis au point un modèle de locomotive à six essieux moteurs et 3600 ch en 1971. Appelée, GE U36C, elle appartenait à la première génération de locomotives diesel de ligne de GE, les GE Universal. Toutefois, ce modèle ne s'est que peu vendu : 238 exemplaires alors que la U30C, ancêtre de la C30-7, s'était vendue à 600 exemplaires.
En 1978, la nouvelle génération « Dash 7 » comprenait surtout des modèles de 3000 ch dont la GE C30-7 et des machines de manœuvre de faible puissance. Un premier prototype, immatriculé GECX 505 fut livré et parcourut les lignes américaines pour convaincre d'éventuels clients potentiels.
Outre son moteur de 3600 ch hérité des U36C, elle se distinguait des C30-7 par son équipement de ventilation plus important que celui des C30-7

### États-Unis

#### Norfolk and Western
Le premier client en Amérique fut le Norfolk & Western Railway, qui commanda 31 C36-7 de 1981 à 1982. Contrairement aux autres locomotives du Norfolk & Western, ces locomotives avaient un nez bas ordinaire, tout comme les 80 GE C30-7 et les trois GE U30C de la compagnie. Commandées avant 1984, ce sont les seules C36-7 américaines de série à développer 3600 ch au lieu de 3750.

#### Norfolk Southern
Le Norfolk Southern Railway récupéra à sa création les 31 C36-7 du N&W et rajouta une commande de 12 autres C36-7 de 3750 ch en 1984.
À la dissolution de Conrail en 1999, le NS hérita de 11 de ses C36-7. Elles ne firent cependant qu'une carrière très brève car elles furent radiées en bloc le 11 février 2000 afin d'être récupérées par CSX transportation où elles rejoignirent les autres C36-7 ex Conrail.

#### Conrail
Conrail commanda 25 GE C36-7 en 1985, numérotées 6620 à 6644. Capables de 3 700 ch, elles roulèrent jusqu'à la dissolution de Conrail.

#### Missouri Pacific
Au début de 1985, le Missouri Pacific décide de commander 60 (9000 à 9059) exemplaires après avoir commandé une quantité équivalente de SD50 à EMD. La fusion avec l'Union Pacific étant imminente, elles sont livrées en respectant le cahier de charge UP et peintes en jaune avec le lettrage Missouri Pacific écrit dans les mêmes caractères. Comme cela se pratiquait couramment, le MP a remis au constructeurs de vieilles locomotives (vingt U30C) afin de bénéficier d'une ristourne, leurs châssis de bogies reconditionnés ont été employés. Les 9050 à 9059 réutilisent des châssis prévus par GE pour des C30-7 mexicaines dont la commande, jamais payée, fut annulée.

#### Union Pacific
La compagnie montra son intérêt pour les C36-7 en 1981 en commandant 30 C36-7. Après avoir porté sa commande à 50 exemplaires, elle annula complètement sa commande en 1982 en raison de la récession. En revanche, ils emploieront quand même une soixantaine de C36-7 héritées du Missouri Pacific ainsi que 36 C36M réalisées par la conversion de C30-7 d'occasion. 

#### Burlington Northern
Seulement intéressée par les U30C et C30-7, le BN convertit plusieurs de ces dernières à l'occasion d'un passage en révision en 1991-1992 par modification du rapport d'engrenages, réglages de l'électronique et remplacement des moteurs de traction. 41 sont converties en "C33-7" de 3 300 ch (désignation BN qui n'existe pas dans la nomenclature General Electric) et sept autres sont mises au standard des C36-7et désignées ainsi par le BN. À la création du BNSF en 1997, elles sont à nouveau listées comme de simples C30-7.

### Transformations
En plus des 128 GE C36-7 américaines, d'autres machines apparentées ont été obtenues par transformation de GE C30-7. Ces locomotives conservent leur carrosserie de C30-7 qui est légèrement différente (grilles de ventilation plus petites, pas de bosse derrière la cabine pour le frein rhéostatique...) 

#### Les C36M
Également appelées C36-7EM, il s'agit de 36 locomotives obtenues par la transformation de C30-7 du Santa Fe (32) et de Conrail (4) qui ont vu leur puissance portée à 3600 ch. Louées à Union Pacific (et peintes dans leur livrée), elles ont ensuite été louées à d'autres compagnies jusqu'en 2004 puis vendues en Amérique du Sud.

#### Transformation en C30-7
À l’inverse des C30-7 transformées en C36-7, plusieurs vraies C36-7 ont vu leur puissance abaissée à 3 000 ch et désignées C30-7. C’est notamment le cas de la plupart des C36-7 ex Conrail de CSX Transportation.

#### Les C36-7E
29 GE C36-7E numérotées HLGX 6800-6828 ont été réalisées pour Helm Leasing (HLCX) au début des années 2000[pas clair]. Il s'agit d'anciennes C30-7 du Norfolk and Southern (NS) dont le moteur a été porté à 3600 ch et dont l'électronique a été modernisée. Elles possèdent désormais un moteur à injection électronique. Principalement louées à CSX Transportation, elles ont été revendues au Brésil (MRS Logística) en 2005. 
Toutes les GE C36-7E roulèrent dans une livrée uniformément noire (la peinture de leur précédent employeur) jusqu'à leur revente au Brésil. 

#### Les C36-8M
La C36-7E 6802 victime d'un accident grave, fut reconstruite avec la cabine d'une GE C30-7 du Santa Fe, repeinte en livrée bordeaux et bleu et renumérotée HLCX 6902. On en profita pour moderniser son électronique avec des composants de « Dash 8 » ce qui fit d'elle une GE C36-8M. Une autre fut réalisée sur la base d'une C30-7 ex NS et numérotée 6900 tandis qu'une troisième, la 6901, fut réalisée en re-modernisant une de ses C36M ex-Santa Fe. Ces trois locomotives ont été revendues au MRS. 
Helm fit réaliser six autres C36-8M sur la base de GE C30-7 de Conrail qui furent rapidement employées par le Chemin de fer de Colombie-Britannique. Mises hors-service vers 2008 en même temps que nombre de machines anciennes des compagnies rachetées par le Canadien National, elles ont, pour certaines, connu une troisième vie auprès de la compagnie péruvienne Ferrocarril Central Andino. 

### Australie
Trois locomotives, numérotées 5057 à 5059 furent commandées par la compagnie Hammersley Iron et furent construites en Australie par A. Goninan & Co (désormais UGL Rail).
Livrées en 1978, elles furent utilisées sur des trains de minerai de fer jusque dans les années 1990. Au lieu de les démolir, elles furent envoyées aux USA par Helm leasing (HLCX) qui les loua à divers acteurs en attendant de leur trouver un acquéreur.
- La 5059 a été achetée par le Minnesota Commercial Railway et renumérotée 59. Mise hors service en 2013, c'était la dernière C36-7 en service aux USA[14]
- Les 5057 et 5058 ont été vendues à la compagnie brésilienne America Latina Logistica et renumérotées 9380 et 9381[15]

### Brésil
La présence de GE C36-7 au Brésil commence par la livraison de 40 GE C36-7 construites par GE do Brasil de 1983 à 1986 pour la compagnie Estrada de Ferro Carajás numérotées 361 à 399. Il y restait 25 en service en 2012.
MRS Logística, une compagnie à voie de 1600 mm possède un grand nombre de GE acquises neuves ou d'occasion parmi lesquelles
- une ex C36-7 australienne numérotée 3749, c'est l'ex 981 d'ALL[17].
- 15 des C36-7 de Conrail transformées en C30-7. Numérotées 3750-3764[18], certaines proviennent de MRS et d'autres de CSX[19].
- 9 C36M numérotées 3801-3809. Elles sont en cours de transformation en C36ME avec injection électronique.
- 23 vraies C36-7 ex-Norfolk & Western ou Norfolk Southern. Numérotées 3820-3842.
- 27 C36-7E ex-HLGX numérotées 3811-3819 et 3843-3859[18].
- trois C36-8M numérotées 3809[20] (ex HLCX 6901) et 3886-3887[21] (ex HLCX 6900 et 6902).

### Chine

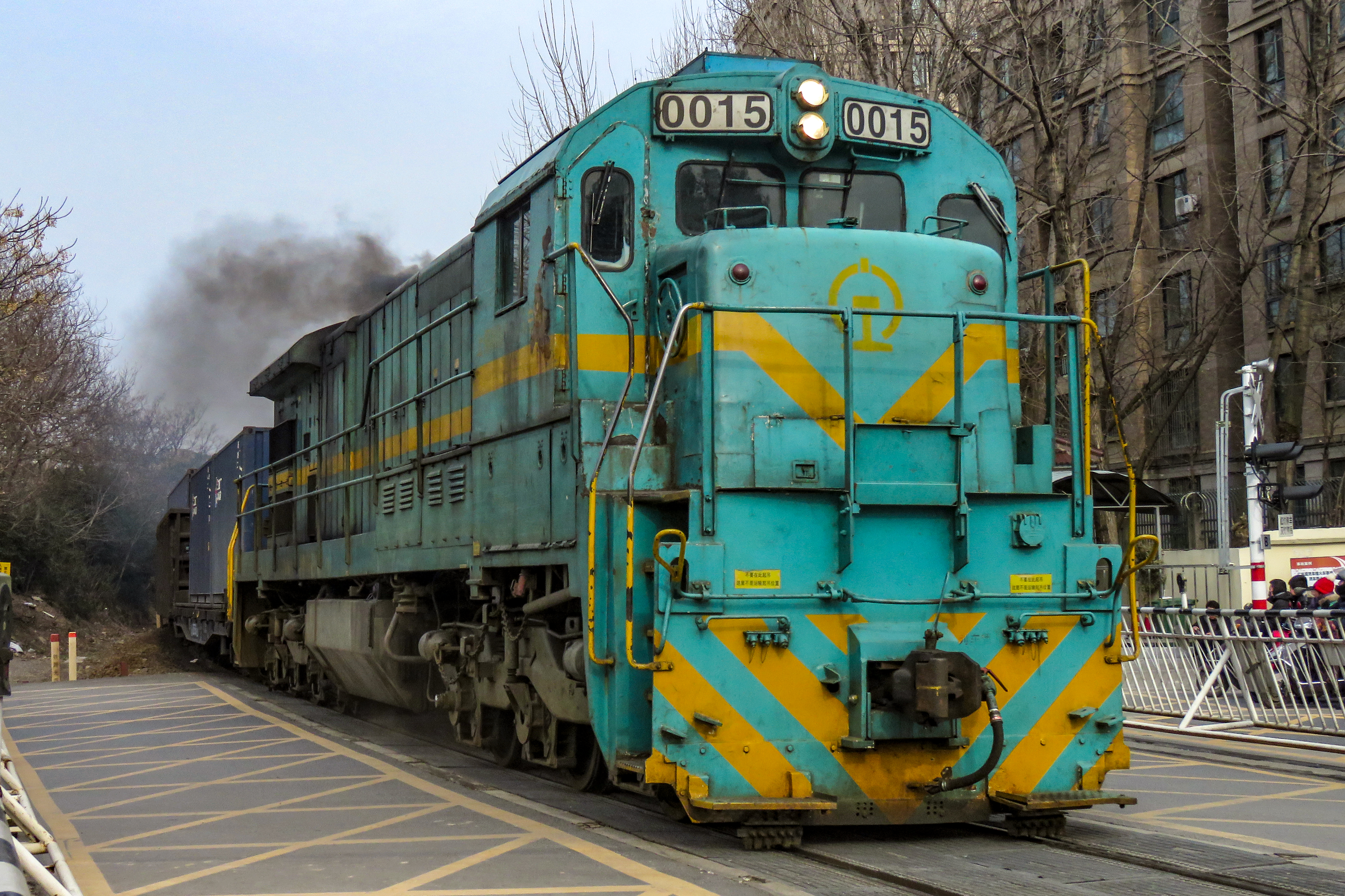
ND5-0015

422 locomotives furent construites aux USA en plusieurs tranches par GE pour les Chemins de fer de la République populaire de Chine et livrées au milieu des années 1980 en même temps que des équipements pour moderniser ces locomotives en Chine. Elles présentent un certain nombre de différences avec les C36-7.

### Mexique
Deux compagnies mexicaines commandèrent des GE C36-7
- le Ferrocarril del Pacífico (15 unités)
- les Ferrocarriles Nacionales de México (25 unités dont 15 construites au Brésil)

### Estonie
La compagnie nationale fondée en 1992 après la fin de l'URSS, Eesti Raudtee (EVR), avait un important besoin en locomotives et racheta 58 GE C36-7 d'origine Union Pacific ainsi que 15 GE C30-7A de Conrail. Repeintes dans la livrée des EVR et adaptées à la voie de 1520 mm, elles circulent toujours.
En 2017, un projet de modernisation radicale a été entamé (nouveau moteur, nouvelle carrosserie...), concernant actuellement les seules C30-7A.